# فرانك كان
فرانك كان (بالإنجليزية: Frank Kane)‏ هو لاعب كرة قاعدة أمريكي، ولد في 9 مارس 1895 في Whitman, Massachusetts ‏ في الولايات المتحدة، وتوفي في 2 ديسمبر 1962 في بروكتون في الولايات المتحدة.

## وصلات خارجية
- فرانك كان على موقعبيزبول رفرنس.كوم (الدوري الرئيسي) (الإنجليزية)
- فرانك كان على موقعبيزبول رفرنس.كوم (الدوري الثانوي) (الإنجليزية)